# Беласовка
Беласовка — деревня в городском округе Семёновский Нижегородской области России.

## География
Деревня находится на севере центральной части Нижегородской области, в зоне хвойно-широколиственных лесов, к западу от реки Керженец, при автодороге 22К-0029, на расстоянии приблизительно 12 км (по прямой) к северо-востоку от города Семёнов, административного центра округа. Абсолютная высота — 115 м над уровнем моря.

### Климат
Климат характеризуется как умеренно континентальный, с влажным нежарким летом и холодной снежной зимой. Средняя температура воздуха самого холодного месяца (января) составляет −12,9 °C; самого тёплого месяца (июля) — 18,4 °C. Годовое количество атмосферных осадков — 550—600 мм.

### Часовой пояс
Деревня Беласовка, как и вся Нижегородская область, находится в часовой зоне МСК (московское время). Смещение применяемого времени относительно UTC составляет +3:00.

## Население
| 2002 | 2010  |
| ---- | ----- |
| 1229 | ↘1161 |

### Национальный состав
Согласно результатам переписи 2002 года, в национальной структуре населения русские составляли 99 %.

## Улицы
| - ул. Верхняя, - ул. Вокзальная, - ул. Железнодорожная, - ул. Мичуринская, | - ул. Новая, - ул. Полевая, - ул. Специалистов, - ул. Школьная. |